# العلاقات الإيرانية البيلاروسية
العلاقات الإيرانية البيلاروسية هي العلاقات الثنائية التي تجمع بين إيران وروسيا البيضاء.

## مقارنة بين البلدين
هذه مقارنة عامة ومرجعية للدولتين:
| وجه المقارنة                                              | إيران                    | روسيا البيضاء                    |
| --------------------------------------------------------- | ------------------------ | -------------------------------- |
| المساحة (كم2)                                             | 1.65 مليون               | 207.60 ألف                       |
| عدد السكان (نسمة)                                         | 79.97 مليون              | 9.50 مليون                       |
| الكثافة السكانية (ن./كم²)                                 | 48.47                    | 45.76                            |
| العاصمة                                                   | طهران                    | مينسك                            |
| اللغة الرسمية                                             | لغة فارسية               | اللغة البيلاروسية، اللغة الروسية |
| العملة                                                    | ريال إيراني              | روبل بلاروسي                     |
| الناتج المحلي الإجمالي (بليون دولار)                      | 439.51 مليار             | 54.44 مليار                      |
| الناتج المحلي الإجمالي (تعادل القوة الشرائية) بليون دولار | 1.36 تريليون             | 168.35 مليار                     |
| الناتج المحلي الإجمالي الاسمي للفرد دولار أمريكي          |                          | 5.74 ألف                         |
| الناتج المحلي الإجمالي للفرد دولار أمريكي                 |                          | 18.18 ألف                        |
| مؤشر التنمية البشرية                                      | 0.766                    | 0.798                            |
| رمز المكالمات الدولي                                      | +98                      | +375                             |
| رمز الإنترنت                                              | .ir،                     | .by، .бел                        |
| المنطقة الزمنية                                           | ت ع م+03:30، توقيت إيران | ت ع م+03:00                      |

## مدن متوأمة
في ما يلي قائمة باتفاقيات التوأمة بين مدن إيرانية وبيلاروسية:
- ترتبط ساري مع غوميل باتفاقية توأمة.
- ترتبط طهران مع مينسك باتفاقية توأمة منذ 26 مايو 1972.

## منظمات دولية مشتركة
يشترك البلدان في عضوية مجموعة من المنظمات الدولية، منها:
| علم المنظمة | اسم المنظمة                        | تاريخ انضمام إيران | تاريخ انضمام روسيا البيضاء |
| ----------- | ---------------------------------- | ------------------ | -------------------------- |
|             | مؤسسة التمويل الدولية              | 28 ديسمبر 1956     | 2 نوفمبر 1992              |
|             | منظمة حظر الأسلحة الكيميائية       | ?                  | ?                          |
|             | الأمم المتحدة                      | 24 أكتوبر 1945     | 24 أكتوبر 1945             |
|             | منظمة الشرطة الجنائية الدولية      | ?                  | ?                          |
|             | البنك الدولي للإنشاء والتعمير      | 29 ديسمبر 1945     | 10 يوليو 1992              |
|             | الاتحاد البريدي العالمي            | ?                  | ?                          |
|             | وكالة ضمان الاستثمار متعدد الأطراف | 15 ديسمبر 2003     | 3 ديسمبر 1992              |
|             | يونسكو                             | 6 سبتمبر 1948      | 12 مايو 1954               |
|             | حركة عدم الانحياز                  | ?                  | ?                          |

## وصلات خارجية
- موقع وزارة الخارجية الإيرانية
- موقع وزارة الخارجية البيلاروسية